# Chloe Maayan
Chloe Maayan (chinois : 曾美慧孜 ; pinyin : Céng Měihuì zī), née Zeng Youmei (chinois : 曾尤美) le 3 octobre 1988, également connue sous le nom de Zeng Meihuizi, est une actrice et réalisatrice chinoise.

## Filmographie

### Au cinéma
Longs métrages
- 2005 : Une jeunesse chinoise de Lou Ye : Dongdong
- 2007 : A Big Potato : Zhao Xiaoling
- 2007 : Lost in Beijing de Li Yu : Xiao Mei
- 2009 : Gasp de Zheng Zhong : la domestique Ma
- 2016 : Songs of the Youth 1969
- 2017 : Les Fleurs amères d'Olivier Meys : Dandan
- 2017 : The Tokyo Vampire : Liangzi
- 2018 : The Pluto Moment (en) de Ming Zhang : Chun Tai
- 2018 : Three Husdbands (en) de Fruit Chan : Mui
- 2018 : Un grand voyage vers la nuit de Bi Gan : Pager
- 2018 : Impermanence : Lin Meimei
- 2019 : Le Lac aux oies sauvages de Diao Yi'nan : Ping Ping
- 2021 : Moneyboys de C. B. Yi : Lulu
- 2022 : The Fallen Bridge : Gan Xiaoyang
- 2023 : Only the River Flows de Wei Shujun : Bai Jie

Courts métrages
- 2013 : Blue & Purple : Mei Mei (en tant qu'actrice et réalisatrice)
- 2014 : Last Supper : Lisa

### À la télévision
- 2010 : Cell Phone : 	Niu Caiyun
- 2013 : Hot Mom! : Fairy
- 2023 : Blossoms Shanghai (en) : Min Min

## Récompenses et distinctions
| Année | Prix                                  | Catégorie                                | Œuvre nommée     | Résultat   |
| ----- | ------------------------------------- | ---------------------------------------- | ---------------- | ---------- |
| 2018  | Golden Horse Film Festival and Awards | Meilleure actrice dans un rôle principal | Three Husbands   | Nomination |
| 2019  | Hong Kong Film Critics Society Awards | Meilleure actrice                        | Three Husbands   | Lauréat    |
| 2019  | Hong Kong Directors' Guild Awards     | Meilleure actrice                        | Three Husbands   | Lauréat    |
| 2019  | Asian Film Awards                     | Meilleure actrice                        | Three Husbands   | Nomination |
| 2019  | Hong Kong Film Awards                 | Meilleure actrice                        | Three Husbands   | Lauréat    |
| 2019  | Youth Film Handbook Awards            | Meilleure actrice                        | Three Husbands   | Nomination |
| 2019  | Hong Kong Screenwriters' Guild Awards | Meilleure actrice                        | Three Husbands   | Lauréat    |
| 2019  | Asian Film Critics Association Awards | Meilleure actrice                        | Three Husbands   | Nomination |
| 2019  | China Film Director's Guild Awards    | Meilleure actrice                        | The Pluto Moment | Nomination |
| 2019  | Chinese Film Media Awards             | Meilleure actrice dans un second rôle    | The Pluto Moment | Lauréat    |